# Epicauta atrata
Epicauta atrata är en skalbaggsart som först beskrevs av Fabricius 1775.  Epicauta atrata ingår i släktet Epicauta och familjen oljebaggar. Inga underarter finns listade i Catalogue of Life.